# 杰克逊·科林斯
杰克逊·科林斯（英語：Jackson Collins，1998年11月5日—），澳大利亚男子皮划艇运动员，2022年世界皮划艇竞速锦标赛混合双人皮艇500米金牌得主、2023年世界皮划艇竞速锦标赛混合双人皮艇500米银牌得主、2024年夏季奥林匹克运动会男子四人皮艇500米银牌得主。